# Strom (Drahanská vrchovina)
Strom je vrchol náležející k Drahanské vrchovině. Dosahuje nadmořské výšky 404 metrů a nachází se v brněnských Soběšicích. Na kopci se nachází 19,1 m vysoká rozhledna Ostrá horka, vystavěná v roce 2007 a zpřístupněná 1. června 2008. Místo je zajímavé tím, že se zde nachází první zeměměřičský bod na území bývalého Rakouska-Uherska.